# HLTV
HLTV (раніше відомий як Half-Life Television) — це новинний сайт і форум, який висвітлює професійну сцену Counter-Strike 2, включаючи новини, турніри та статистику. Це один із провідних ресурсів у спільноті Counter-Strike, з понад чотирма мільйонами унікальних відвідувачів щомісяця. У лютому 2020 року сайт було придбано групою з онлайн-ставок Better Collective.

## Історія

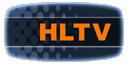
Старий логотип HLTV

Сайт HLTV був заснований у 2002 році Мартіном "Martin" Розенбеком та Пером "Nomad" Ламбеком. Спочатку він створювався для розміщення записів матчів Counter-Strike 1.6, але згодом розширився до новин про Counter-Strike і Half-Life. У 2012 році сайт почав зберігати демофайли GOTV для Counter-Strike: Global Offensive (CS:GO), коли ця функція з’явилася в грі.
З кінця 2015 року HLTV впровадив власну систему рейтингу команд. Вони також започаткували нагороди MVP (найцінніший гравець) і EVP (гравець виняткової цінності) для учасників турнірів.
У 2016 році HLTV запустив сайт dust2.dk, присвячений датській сцені CS, а у 2017 — dust2.us для американського регіону. Дані з цих сайтів інтегруються в основний HLTV.
З 2010 року HLTV щорічно формує рейтинг професійних гравців за підсумками їхніх виступів.
У травні 2019 року HLTV було офіційно інтегровано в саму гру CS:GO, що дозволило переглядати турніри безпосередньо в інтерфейсі гри.
Останнє велике візуальне оновлення сайту відбулося у 2017 році.
У 2020 році HLTV разом із сайтом dust2.dk були придбані датською компанією Better Collective, яка спеціалізується на спортивних ставках.

## Рейтинг HLTV
Рейтинг HLTV — найпоширеніша система оцінки гравців у Counter-Strike 2. Її використовують не лише на самому сайті HLTV, а й на багатьох турнірах та аналітичних платформах.

### Рейтинг 1.0
Запроваджений у 2010 році, оцінював гравця за кількістю вбивств за раунд, виживанням і впливовістю (наприклад, багатовбивства). Однак цю систему критикували через подібність до K/D співвідношення.

### Рейтинг 2.0
Впроваджений у 2017 році, включив нові показники:
- KAST — відсоток раундів, у яких гравець зробив вбивство, асист, вижив або "обмінявся" вбивством з ворогом;
- ADR — середня шкода за раунд.  Також була оновлена формула розрахунку впливу (impact). Незважаючи на вдосконалення, рейтинг і далі критикують за те, що він надає перевагу снайперам (AWP) і зірковим гравцям, ігноруючи підтримку та рольових гравців.

### Рейтинг 2.1
Представлений у жовтні 2024 року, пристосований до змін у Counter-Strike 2, зокрема до нового формату матчів (MR12) і зміненої механіки шкоди. Основні оновлення:
- зменшено вплив "save" раундів (коли гравець свідомо йшов у безпечне місце для того, щоб зберегти свою зброю на наступний раунд);
- перераховано всі п’ять підрейтингів (вбивства, виживання, шкода, KAST, вплив), щоб вони мали однакову вагу;
- допомога стала впливовіша у підсумковому рейтингу.

Це — перехідне рішення, поки розробляється рейтинг 3.0, який має бути ще точнішим.

## HLTV MVP
HLTV нагороджує медаллю MVP на великих турнірах гравців, яких вважає найвпливовішими за весь етап турніру. З 2016 року переможці отримують фізичну медаль, що може бути золотою, срібною або бронзовою, залежно від важливості події.

## Зовнішні посилання
Офіційний вебсайт